# Agnesiella magda
Agnesiella magda är en insektsart som beskrevs av Irena Dworakowska 1982. Agnesiella magda ingår i släktet Agnesiella och familjen dvärgstritar. Inga underarter finns listade i Catalogue of Life.